# Epigonus mayeri
Epigonus mayeri är en fiskart som beskrevs av Okamoto 2011. Epigonus mayeri ingår i släktet Epigonus och familjen Epigonidae. Inga underarter finns listade i Catalogue of Life.